# جون بي كوهلر
جون بي كوهلر (بالإنجليزية: John P. Koehler)‏ هو لاعب كرة قدم أمريكية أمريكي، ولد في 24 فبراير 1880، وتوفي في 3 أغسطس 1961 في ويست بيند في الولايات المتحدة.

## وصلات خارجية
- جون بي كوهلر على موقع كلية كرة السلة في سبورتس رفرنس.كوم (الإنجليزية)